# DIANA Mayer & Grammelspacher
DIANA Mayer & Grammelspacher — немецкая компания по производству пневматического оружия, основанная Якобом Майером и Йозефом Граммелспашером в 1890 году.
В настоящий момент выпускает пневматические винтовки и пистолеты для спорта, охоты и отдыха, а также пули к ним. Основная продукция — пружинно-поршневые винтовки «Диана» т. н. «магнум» класса.

## Продукция
Продукция Diana отличается высоким качеством исполнения, грамотной конструкцией узлов, надежностью по сравнению со многими другими брендами, но незначительно уступает продукции фирм Weihrauch и AirArms. Все модели обладают высокими показателями кучности, делающими его пригодным не только для охоты, но и для некоторых видов спортивной стрельбы: в частности field target и benchrest в классе пружинно-поршневых винтовок.
Несмотря на немецкое происхождение и высокие характеристики продукции diana, в последнее время многими отмечается снижение качества продукции: участились случаи заводского брака, когда винтовка быстро ломается после покупки (например отрыв центрального зацепа поршня, отрыв рычага взведения, задиры поршня и цилиндра и последующее заклинивание механизма). С другой стороны, многие модели старательно скопированы китайцами и выпускаются ими по значительно более низкой цене, при этом качество китайских копий ненамного хуже качества оригинальных винтовок, хотя % брака среди них, безусловно, выше.
С 2010 года на некоторые винтовки diana устанавливается новый спусковой механизм Т-06. Его конструкция обеспечивает регулировку усилия спуска, регулировку предварительного хода и хода спускового крючка перед срывом. При этом усилие спуска не зависит от мощности установленной боевой пружины. По своим характеристикам данный спусковой механизм является близким аналогом спуска record фирмы Weihrauch и может быть однозначно отнесет к разряду спортивных. Ранее устанавливался спусковой механизм Т-05 и Т-01.

## Выпускаемая продукция
С переломом ствола (ППП)
- 110 m/s, 2,5j: Diana Oktoberfestgewehr
- 175 m/s, 7,5j: Diana 240 Classic, Diana twenty-one FBB, Eleven, Panther 21
- 240 m/s, 18J: Diana 280 Classic
- 270 m/s, 20J: Diana Panther 31, Diana 34 Classic
- 280 m/s, 21J: Diana 340 N-TEC Premium, Diana AM03 N-TEC
- 285 m/s, 22J: Diana Two-Sixty, Diana two-fifty
- 325 m/s, 28J: Diana Panther 350 Magnum, Diana 350 Magnum Premium
- 350 m/s, 32J: Diana AR8 N-TEC, Diana 350 N-TEC Magnum Premium, Diana Panther 350 N-TEC

С неподвижным стволом (ППП)
С подствольным взводом
- 460 Magnum — 350 m/s
- 430—265 m/s
- 430 Stutzen — 265 m/s
- 440 TH — 265 m/s
- 470 TH — 350 m/s

С боковым взводом
- 305 m/s, 26J: Diana 48
- 52 — 350 m/s
- 295 m/s, 24J: Diana 54 Airking
- 56 TH — 350 m/s

С предварительной накачкой (PCP)
- 310 m/s, 29J: Diana P1000 Evo2, Diana P1000 Evo2 TH
- 320 m/s, 30J: Diana MAUSER K98, Diana outlaw, Diana stormrider

Пистолеты (ППП)
- LP8

Указаны начальные скорости полета пули с неизвестным весом для калибра 4,5 мм. Только для новых моделей фирма стала указывать и энергию в джоулях, что позволяет рассчитать, что скорость указывается для некой условной пульки массой 0,5 грамма. На практике модель 350 Magnum с обычной (не газовой) пружиной выдает скорость 280—290 м/с пулей массой 0,68 граммов (26Дж, против заявленных 28 Джоулей — то есть 92 % от указанного фирмой номинального значения). Кроме того надо учитывать примерно 25 % снижение мощности, относительно заявленного (для пули массой 0,5 г) номинального значения при использовании тяжелых пуль. Так Diana 52 при использовании легких пуль 0,3-0,5г выдает заявленные 24-25 джоулей, но при увеличении массы пульки до 0,7-0,9г их энергия снижается до 18-20 джоулей (235 м/с, 18,7Дж для пули Шершень 0,68 г и 208 м/с, 19 Дж для пули Шмель 0,91г — против 320м/с, 25,6 Дж для пули Шершень 0,5г), а номинально 28 джоулевая Diana Panther 350 Magnum обеспечивает всего 21 Дж при стрельбе тяжелой пулей H&N Sniper Magnum массой 0,97 грамма (210м/c) и 14 Дж пулей H&N Rabbit Magnum массой 1,02 грамма (165 м/c).
Среди модельного ряда мощных пневматических винтовок выделяются модели 54 и 56, у них имеется система отката. Механизм оружия смонтирован на направляющих и при выстреле свободно перемещается по ним, обмениваясь импульсами с ложем винтовки через демпфер. Это обеспечивает хорошую повторяемость выстрелов, не зависящую от способа удержания винтовки стрелком, и высочайшую кучность стрельбы, сравнимую с более совершенными типами пневматического оружия.
Имеются модификации: Panther (пластиковое ложе) Classic (деревянное ложе), Compact (укороченный ствол), Pro (без открытых прицелов и с надульником), Camo (камуфляжный окрас ложи) и другие, а также их компоновка.